# Joaquín Antonio Bellón Martínez
Joaquín Antonio Bellón Martínez (Úbeda, província de Jaén, 1948) és un metge i polític balear, senador per Mallorca en la VIII Legislatura.
És llicenciat en medicina i cirurgia, especialista en pediatria i genètica. Ha treballat com a pediatre de l'INSALUD. És cap de secció Salut Matern-Infantil del Govern Balear i ha estat Coordinador del Centre de Consell Genètic del Govern Balear. Vicesecretari general de l'Agrupació Socialista de Palma-Ponent del PSIB-PSOE. A les eleccions generals espanyoles de 2004 fou escollit senador per Mallorca, on fou portaveu de la Comissió de Sanitat i Consum del Senat.